# پترسون (میزوری)
پترسون (به انگلیسی: Patterson) یک منطقهٔ مسکونی در ایالات متحده آمریکا است که در شهرستان وین، میزوری واقع شده‌است. پترسون ۱۳۱٫۹۸ متر بالاتر از سطح دریا واقع شده‌است.